# 林浩実
林 浩実（はやし ひろみ、1965年7月9日 - ）は日本の陸上競技選手（長距離走）。現在は、結婚により前田浩実としてマラソンインストラクター・マラソンコーディネーターをしている。娘は元AKB48Team4の前田美月。

## 来歴
新潟県糸魚川市生まれ。小学校5年生までは運動会で最下位ばかりだったが、練習により走るのが速くなったことで走ることが好きになる。高校から本格的に取り組むようになり陸上競技部に所属、8000メートル走を専門とする。県大会突破するが北信越大会で予選敗退。高校2年生のときに始まった全国都道府県対抗女子駅伝競走大会に長野県代表として参加、10年連続で出場した。高校卒業後も陸上を続け上田無線に入社、大阪国際女子マラソンで2時間50分58秒を記録、その活躍によりリクルートランニングクラブへ入った。中央では著名とは言いがたかった無名選手の自身を見出した師匠小出義雄の指導を受ける。チーム草創期の中心メンバーだった。1989年にはイタリア・ミラノのワールドカップに出場。1991年の東京国際女子マラソンにおいて、谷川真理に続く日本人2位、生涯ベストタイムとなる2時間35分16秒（全体5位）で入賞を成し遂げた。
1992年にリクルートを退社、結婚や子育てによりマラソンから離れるが、後にアミネバリュー ランニングクラブ、Running office Fan Comeでコーチを務め、2012年にランニングクリニックTeam Hiro! Run+Clinicを設立した。

## 著書
- 忙しい人のためのマラソン講座（フォレスト出版、フォレスト2545新書、2013年）